# Solidö
Solidö är en ö i Loftahammars socken, Västerviks kommun, mellan Björkö och Hasselö. Ön har en yta på 59 hektar.
Ursprungligen kallades ön Hästö, men fick på 1700-talet nuvarande namn. Solidö skänktes 1529 av Gustav Vasa till Baggetorps gård, som 1808 sålde den till två bröder. Ön har sedan haft två fastboende hushåll. därtill finns några sommarstugor på ön. Bland äldre byggnader märks en mangårdsbyggnad från 1855 och en mindre stuga som flyttats från Loftahammar till Solidö 1919. Fram till 1988 hölls mjölkkor på ön, sedan dess endast kött djur. Solidö är naturreservat.